# Andrea Dunbar
Andrea Dunbar (Bradford, 22 mei 1961 - aldaar, 20 december 1990) was een Brits toneelschrijver die vooral bekend was vanwege The Arbor en Rita, Sue and Bob Too!, een autobiografisch drama over de seksuele avonturen van tienermeisjes in een vervallen deel van Bradford, West Yorkshire. The Mail on Sunday beschreef Dunbar als "een genie recht uit de sloppenwijken". Haar werk valt als realisme met veel zwarte humor te omschrijven. 

## Levensloop
Dunbars ouders werkten in de textielindustrie. Ze schreef The Arbor in 1977 op haar vijftiende als een schoolproject. Dankzij aanmoediging van haar leerkracht Engels werd het stuk opvoerbaar gemaakt, waarna het anno 1980 in het Londense Royal Court Theatre in première ging. Haar tweede stuk, Rita, Sue and Bob Too, werd in 1986 door Alan Clarke verfilmd. Dunbar woonde zelf in de wijk Buttershaw in Bradford, waar het verhaal zich afspeelt; door de weinig flatterende beschrijving van deze woonwijk in de film ontving ze bedreigingen van andere bewoners.
Op vijftienjarige leeftijd kreeg Dunbar een miskraam en zij werd nadien nog driemaal zwanger van drie verschillende mannen. Ze woonde achttien maanden in een opvangtehuis voor alleenstaande moeders en werd alcoholiste. In 1990 overleed ze op negenentwintigjarige leeftijd aan een hersenbloeding. Haar oudste dochter was verslaafd aan heroïne en werd in 2007 wegens doodslag veroordeeld na de dood van haar kind.
Robin Soans schreef in 2000 het toneelstuk A State Affair over Dunbar. De roman Black Teeth and a Brilliant Smile van Adelle Stripe, die over Dunbar en haar leefomgeving gaat, verscheen in 2017.

## Werken
- 1977: The Arbor
- 1982: Rita, Sue and Bob Too
- 1986: Shirley

- Biblioteca Nacional de España: XX4931791
- Bibliothèque nationale de France: cb16909211x (data)
- Gemeinsame Normdatei: 1034637436
- International Standard Name Identifier: 0000 0000 3090 9048
- Library of Congress Control Number: n86866431
- Nederlandse Thesaurus van Auteursnamen: 074039652
- SNAC: w6z75tpq
- Système universitaire de documentation: 154222194
- Virtual International Authority File: 212199422
- WorldCat: E39PBJfx8bv79yRC49pBvvrrMP